# Verbond van gewoon kweldergras
Het verbond van gewoon kweldergras (Puccinellion maritimae) is een verbond uit de kweldergras-orde (Glauco-Puccinellietalia). Het verbond omvat plantengemeenschappen van zilte tot brakke gronden in estuaria, met drie onderliggende associaties.

## Naamgeving en codering
- Syntaxoncode voor Nederland (rVvN): r27Aa
- BWK-karteringscode: da
- Natura2000-habitattypecode: H1330
- Corine biotope: 15.3 - Atlantic salt meadows (deels)
- Eunis Habitat Types: A2.5 - Coastal saltmarshes and saline reedbeds (deels)

De wetenschappelijke naam Puccinellion maritimae is afgeleid van de botanische naam van gewoon kweldergras (Puccinellia maritima), een belangrijke kensoort voor dit verbond.

## Fysiognomie
Fysiognomisch wordt het verbond van gewoon kweldergras vooral gekarakteriseerd door de min of meer grijsgroene kleur waartussen roze- tot paarsbloemige soorten het vegetatieaspect kunnen bepalen. Binnen het verbond komen verschillende formaties voor, waaronder pioniervegetatie, graslanden en dwergstruwelen. Steeds gaat het om laagblijvende begroeiingen. Zij kunnen open tot min of meer gesloten zijn.
De vegetatiestructuur wordt in de regel gevormd door een dominante, betrekkelijk soortenarme kruidlaag. In sommige gevallen kan tevens een goed ontwikkelde algenlaag aanwezig zijn. Een mos-, struik- en boomlaag zijn geheel afwezig.

## Ecologie
Vegetatie van het verbond van gewoon kweldergras komen voor op klei- of zandbodems met een laagje slik, meestal in de lagere schorren in de zone iets beneden de gemiddelde hoogwaterlijn tot iets boven de hoogwaterlijn bij springtij.

## Associaties in Nederland en Vlaanderen
Het verbond van gewoon kweldergras wordt in Nederland en Vlaanderen vertegenwoordigd door drie associaties. Daarnaast wordt er op verbondsniveau ook nog één rompgemeenschap onderscheiden.
- - associatie van gewoon kweldergras (Puccinellietum maritimae)
  - associatie van lamsoor en zeeweegbree (Plantagini-Limonietum)
  - zoutmelde-associatie (Halimionetum portulacoides)
  -  rompgemeenschap met zulte (RG Tripolium pannonicum-[Puccinellion maritimae])

## Diagnostische taxa voor Nederland en Vlaanderen
Het verbond van gewoon kweldergras heeft voor Nederland en Vlaanderen slechts één specifieke kensoort, het naamgevende gewoon kweldergras. In de onderstaande synoptische tabel staan de belangrijkste diagnostische taxa voor het verbond.
Kruidlaag
| Kentaxon | Diff. soort | Presentie | Triviale naam         | Botanische naam                       | Opmerking | Afbeelding |
| -------- | ----------- | --------- | --------------------- | ------------------------------------- | --------- | ---------- |
| kK       | -           |           | gewone zoutmelde      | Atriplex portulacoides                |           |            |
| kK       | -           |           | zulte                 | Aster tripolium                       |           |            |
| kK       | -           |           | zeeweegbree           | Plantago maritima                     |           |            |
| kK       | -           |           | schorrenzoutgras      | Triglochin maritima                   |           |            |
| kK       | -           |           | melkkruid             | Glaux maritima                        |           |            |
| kK       | -           |           | lamsoor               | Limonium vulgare                      |           |            |
| kK       | -           |           | gerande schijnspurrie | Spergularia media                     |           |            |
| kK       | -           |           | Engels lepelblad      | Cochlearia officinalis subsp. anglica |           |            |
| kV       | -           |           | gewoon kweldergras    | Puccinellia maritima                  |           |            |
| bg       | -           |           | klein schorrenkruid   | Suaeda maritima                       |           |            |
| bg       | -           |           | Engels slijkgras      | Spartina anglica                      |           |            |

Moslaag
| Kentaxon     | Diff. soort | Presentie | Triviale naam | Botanische naam | Opmerking | Afbeelding |
| ------------ | ----------- | --------- | ------------- | --------------- | --------- | ---------- |
| Geen soorten |             |           |               |                 |           |            |

## Biologische Waarderingskaart
In de Biologische Waarderingskaart (BWK) van Vlaanderen en het Brussels Hoofdstedelijk Gewest is deze associatie opgenomen als Schorre (da).
Dit vegetatietype staat gewaardeerd als 'biologisch zeer waardevol'.

## Fotogalerij

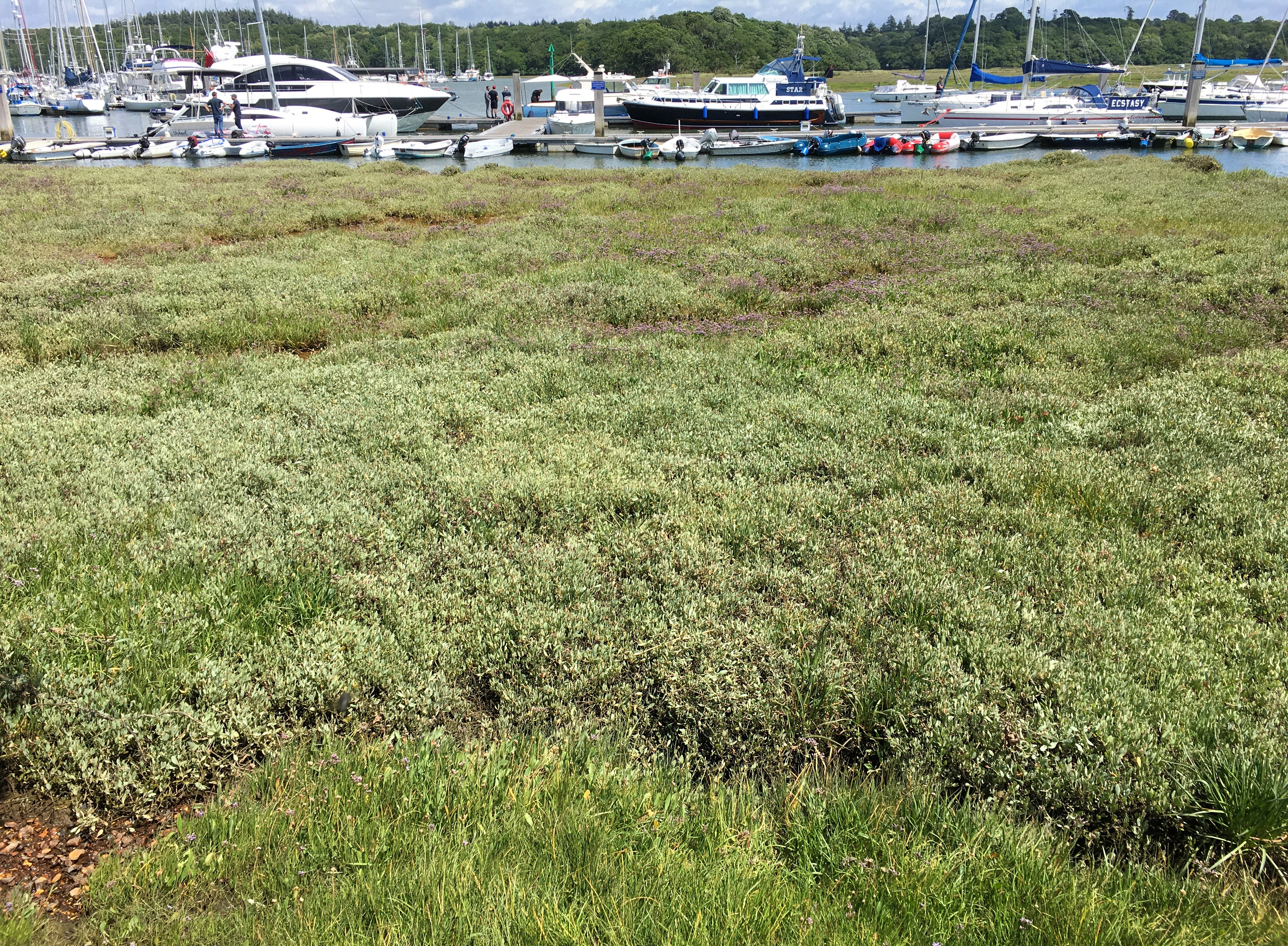
De zoutmelde-associatie.